# Tinetto
Tinetto és una illa italiana situada al Golf de La Spezia, a la part oriental del Mar de Ligúria. Es troba dins el comune de Porto Venere.
Forma part de l'arxipèlag Spezzino, tres illes properes que s'estenen al sud de la part continental a Porto Venere. El 1997, l'arxipèlag, juntament amb Porto Venere i Cinque Terre, va ser designat Patrimoni de la Humanitat per la UNESCO.

## Descripció
L'illa de Tinetto és l'illa més petita de les tres illes del golf de La Spezia. Queda més al sud que les altres dues illes, Palmaria i Tino, a poca distància de Tino. En realitat, l'illa de Tinetto és poc més que un illot cobert de vegetació. Tot i així, conserva la presència d'una comunitat religiosa al seu territori.

## Fauna
Una subespècie del llangardaix comú, Podarcis muralis tinettoi, és endèmica de l'illa.